# Damasonium alisma
El azúmbar o saeta de agua (Damasonium alisma) es una especie de planta acuática de la familia de las alismatáceas.

## Hábitat
Son nativas del oeste, sur y sureste de Europa, Asia occidental, el norte de África.

## Descripción
Son plantas acuáticas herbáceas perennes que crecen en el agua o el barro junto a los estanques.  Las hojas son todas basales, flotantes, aéreas o encontrándose las plantas en los márgenes de los estanques. Las flores son hermafroditas, con uno o muchos verticilos, en umbelas, racimos o panículas, tienen seis estambres, y de seis a nueve carpelos dispuestos en un verticilo, cada uno con dos a muchos óvulos ventrales; Los estilos son terminales. El fruto es un verticilo de folículos, los folículos son comprimidos.

## Taxonomía
Damasonium alisma fue descrita por  Philip Miller, y publicado en The Gardeners Dictionary: . . . eighth edition 1768.
Variedades
- Damasonium alisma subsp. bourgaei (Coss.) Maire[5]

Sinónimos
| - Damasonium alisma Mill. - Damasonium bourgaei Coss. - Damasonium constrictum Juz. - Damasonium damasonium (L.) Asch. & Graebn. - Damasonium stellatum Thuill. - Actinocarpus damasonium (L.) Sweet - Actinocarpus europaeus Spreng. - Actinocarpus maior Bercht. & J.Presl | - Actinocarpus stellatus Bubani - Alisma damasonium L. - Alisma stellatum Lam. - Damasonium alisma subsp. stellatum (Lam.) Maire - Damasonium dalechampii Gray - Damasonium damasonium (L.) Asch. & Graebn. - Damasonium vulgare Coss. & Germ. |

## Nombres comunes
Castellano: almea, amazona, azumbar, katniss, cola de golondrina, saeta de agua.